# Vita bona
Vita bona è il secondo album in studio del gruppo musicale italiano Co'Sang, pubblicato il 6 novembre 2009.

## Tracce
Testi di Antonio Riccardi e Luca Imprudente.
1. 80-90 (prod. Pepp 'O Red) – 2:25
2. Mumento d'onestà (prod. Luchè) – 7:09
3. Indy-geni (prod. Geeno) – 3:26
4. Riconoscenza (prod. Geeno) – 4:06
5. Amic nemic (prod. Luchè) – 4:20
6. Nun saje nient'e me (feat. Fuossera) (prod. Luchè) – 5:29
7. Che me dice (prod. Geeno) – 3:47
8. Casa mia (feat. Monsi du XVI) (prod. Monsi du XVI) – 4:13
9. Chello ca si (feat. Raiz) (prod. Luchè) – 3:43
10. Quanno me ne so juto (prod. Geeno) – 4:20
11. Rispettiva ammirazione (feat. Akhenaton) (prod. Luchè) – 3:41
12. Nun me parlà 'e strada (feat. El Koyote e Marracash) (prod. Luchè) – 4:34
13. Vita bona (prod. Luchè) – 4:20

## Classifiche
| Classifica (2024) | Posizione massima |
| ----------------- | ----------------- |
| Italia            | 16                |